# エディ・ルイス (ミュージシャン)
エディ・ルイス（Eddy Louiss、1941年5月2日 - 2015年6月30日）は、フランスのジャズ・ミュージシャン。

## 略歴
エディ・ルイスは、1950年代に父ピエールのオーケストラで演奏を始めた。ピエールは姓をルイーズ（Louise）からルイス（Louiss）に変更した。1961年から1963年まで、ダブル・シックス・オブ・パリのメンバーとして活動。この間、彼の主な楽器はハモンドオルガンであった。
1964年にはジャンゴ・ラインハルト賞を受賞した。
1964年から1977年までの13年間、彼は著名なフランスのミュージシャン、クロード・ヌガロと共演。その後、息子ピエールが「それほど容易ではなかった」と表現した決断を下し、ヌガロとの決別を果たして、ソロ活動を開始した。
ケニー・クラーク、ルネ・トーマス、ジャン＝リュック・ポンティらとも共演。1971年には、ルネ・トーマスとベルナール・リュバと共にスタン・ゲッツ・カルテットのメンバーとして、ゲッツのアルバム『ダイナスティ』（1971年）をレコーディングした。
エディ・ルイスは1990年代初頭、動脈疾患を患い左足を切断したため、その後は公の場に姿を現すことはほとんどなかった。
デュエットでは、ピアニストのミシェル・ペトルチアーニ（1994年）、アコーディオン奏者のリシャール・ガリアーノ（2002年）とレコーディングを行っている。後期の作品『センチメンタル・フィーリング』や『サマータイム』では、ジャズにロックやワールドミュージックを融合させている。

## ディスコグラフィ

### リーダー・アルバム
- Jazz Long Playing (1964年) ※with ダニエル・ユメール、ジャン＝リュック・ポンティ
- Trio HLP (1966年、All Life) ※with ダニエル・ユメール、ジャン＝リュック・ポンティ
- Eddy Louiss Trio (1968年) ※with ケニー・クラーク、ルネ・トーマス
- 『さび』 - Our Kind of Sabi (1970年) ※with ジョン・サーマン、ニールス＝ヘニング・エルステッド・ペデルセン、ダニエル・ユメール
- Orgue, Vols. 1 & 2 (1971年、America) ※with ケニー・クラーク、ジミー・ガーリー、ガイ・ペデルセン
- 『新しい冒険』 - Live At Montreux 72 (1972年) ※ルバ＝ルイス＝エンゲル・グループ名義 with ベルナール・ルバ、クロード・エンゲル
- Bohemia After Dark (1973年) ※with ジミー・ガーリー、ガイ・ペデルセン、ケニー・クラーク
- Histoire Sans Parole (1979年)
- Sang mêlé (1987年)
- Eddy Louiss/Michel Petrucciani (live) (1994年)
- 『デュオ・イン・パリ』 - Conférence de presse (1994年) ※with ミシェル・ペトルチアーニ
- Conférence de presse, Vol. 2 (1995年)
- Louissiana (1995年)
- Floméla (1996年) ※with マルク・ベルトー、トニー・ボンフィス、スティーヴ・フェローン、ボブ・ガルシア、ジョー・マカ、ルイジ・トラサルディ、ジャン＝ルイ・ヴィアーレ
- Multicolor Feeling Fanfare (1989年)
- 『センチメンタル・フィーリング』 - Sentimental Feeling (1999年)
- WéBé (2000年)
- 『サマータイム』 - Recit Proche (2001年) ※with ザビエル・コボ、ジャン・マリー・エケイ、パコ・セリ
- Jazz in Paris: Bohemia After Dark (2001年) ※with ケニー・クラーク、ジミー・ガーリー、ガイ・ペデルセン
- Jazz in Paris: Porgy & Bess (2001年)
- 『フェイス・トゥ・フェイス』 - Face to Face (2001年) ※with リシャール・ガリアーノ
- Ô Toulouse...Hommage à Claude (2006年)

### 参加アルバム
スタン・ゲッツ
- 『ダイナスティ』 - Dynasty (1971年、Verve)
- 『コミュニケーションズ '72』 - Communications '72 (1972年、Verve)